# Església del Salvador i la Mare de Déu de la Salette
L'Església Parroquial de El Salvador i la Mare de Déu de la Saleta és un temple catòlic situat al carrer Sant Vicent, 63, en el municipi d'Aldaia. És Bé de Rellevància Local amb identificador nombre 46.14.021-004.